# Paul Ricken (esesman)
Paul Ricken (ur. 27 lipca 1892, data śmierci nieznana) – zbrodniarz hitlerowski, członek załogi niemieckiego nazistowskiego obozu koncentracyjnego Mauthausen-Gusen i SS-Hauptscharführer.
Z zawodu nauczyciel. Członek NSDAP od 1932 i SS od 1935 (nr identyfikacyjny 291617). Służbę w kompleksie Mauthausen rozpoczął w sierpniu 1939 i do lutego 1944 kierował rachunkowością w obozie głównym. Następnie Ricken został przeniesiony do podobozu Leibnitz. Po zakończeniu wojny został skazany w procesie załogi Mauthausen-Gusen (US vs. Eduard Dlouhy i inni) na karę dożywotniego pozbawienia wolności przez amerykański Trybunał Wojskowy w Dachau.